# Luciano Maggini
Luciano Maggini (Seano, 16 maggio 1925 – Seano, 24 gennaio 2012) è stato un ciclista su strada italiano, professionista dal 1946 al 1957 e vincitore di sette tappe al Giro d'Italia.

## Carriera
Fratello minore di Sergio Maggini, anch'egli ciclista, fu attivo come professionista tra l'ottobre 1946 e il 1957, correndo per diverse formazioni e distinguendosi come passista-velocista. Come principali vittorie, si aggiudicò sette tappe al Giro d'Italia fra il 1947 e il 1951 e numerose classiche del panorama italiano, tra cui una Milano-Torino, due Giri del Veneto e due Giri dell'Emilia. Si piazzò anche quinto assoluto al Giro d'Italia 1950.
Con la maglia della Nazionale professionisti partecipò a due edizioni dei campionati del mondo su strada, ottenendo un quarto posto a Valkenburg aan de Geul nel 1948.

## Palmarès
- 1946 (S.C. Catena Seano, una vittoria)

Giro del Casentino
Coppa Città di Cassino
- 1947 (Benotto, tre vittorie)

Gran Premio di Nizza
3ª tappa Giro d'Italia (Genova > Reggio Emilia)
5ª tappa, 1ª semitappa Giro d'Italia (Prato > Bagni di Casciana)
- 1948 (Wilier Triestina, quattro vittorie)

Giro di Campania
3ª tappa Giro d'Italia (Genova > Parma)
Giro del Veneto
- 1949 (Wilier Triestina, tre vittorie)

Gran Premio Industria e Commercio di Prato
15ª tappa Giro d'Italia (Genova > Sanremo)
16ª tappa Giro d'Italia (Sanremo > Cuneo)
- 1950 (Tauros-Pirelli, tre vittorie)

7ª tappa Giro d'Italia (Locarno > Brescia)
13ª tappa Giro d'Italia (Rimini > Arezzo)
Giro dell'Emilia
- 1951 (Atala, tre vittorie)

Giro della Provincia di Reggio Calabria
13ª tappa Giro d'Italia (Rimini > Bologna)
Giro dell'Emilia
- 1952 (Atala, tre vittorie)

Gran Premio Industria e Commercio di Prato
1ª tappa, 1ª semitappa Roma-Napoli-Roma (Roma > Frosinone)
Giro di Romagna
- 1953 (Atala, quattro vittorie)

Milano-Torino
Gran Premio Massaua-Fossati
Coppa Placci
Giro della Provincia di Reggio Calabria
- 1954 (Atala, una vittoria)

Giro del Veneto

## Piazzamenti

### Grandi Giri
- Giro d'Italia

1947: ritirato
1948: ritirato
1949: 12º
1950: 5º
1951: 16º
1952: 60º
1953: 58º

### Classiche monumento
- Milano-Sanremo

1947: 4º
1948: 28º
1949: 28º
1950: 13º
1951: 27º
1952: 94º
1953: 12º
1954: 13º
1955: 77º
1956: 58º
- Parigi-Roubaix

1951: 49º
1953: 11º
- Giro di Lombardia

1946: 27º
1949: 17º
1950: 19º
1951: 19º
1952: 11º
1953: 32º
1954: 56º
1955: 11º
1956: 47º

### Competizioni mondiali
- Campionati del mondo

Valkenburg 1948 - In linea: 4º
Copenaghen 1949 - In linea: 17º

## Riconoscimenti
- Premio Grandi Ex dell'Associazione Nazionale Ex Corridori Ciclisti nel 2011